# Scaevola sericea
Scaevola sericea es una especie de planta fanerógama perteneciente a la familia Goodeniaceae.

## Hábitat
Son naturales del sudoeste de Asia y de Pakistán, la India (Bombay, Madrás), Islas Maldivas, Birmania; a lo largo de la costa africana de Kenia a Sudáfrica, Malasia, Hong Kong, Hainan, Nuevas Hébridas, Nueva Caledonia, Samoa, Fiyi, Kiritimati, Tahití, y Hawái.

## Descripción
Es un arbusto denso, con altura de hasta 9 dm de altura, pero puede alcanzar 3 m de altura y de 18 a 45 dm de ancho. Las hojas, medianas, verdes, son cerosas y carnosas; de 6 a 18 cm de long.,  mucho más angostas que anchas, y más anchas al fin que en la  base. Frecuentemente, sus bordes se enrolan hacia abajo. Flores blancas o cremosas, con frecuencia con tiras púrpuras y agradable fragancia. Tienen formas irregulares, con cinco pétalos en un lado de la  flor, como si estuvieran cortadas por la mitad. Las flores crecen en pequeños racimos entre las hojas del final del tallo.

## Sinonimia
- Scaevola taccada (Gaertn.) Roxb.
- Lobelia taccada Gaertn.
- Scaevola koenigii Vahl[1]

## Nombres comunes
- mokal de la India, moral de la India.[2]

## Imágenes

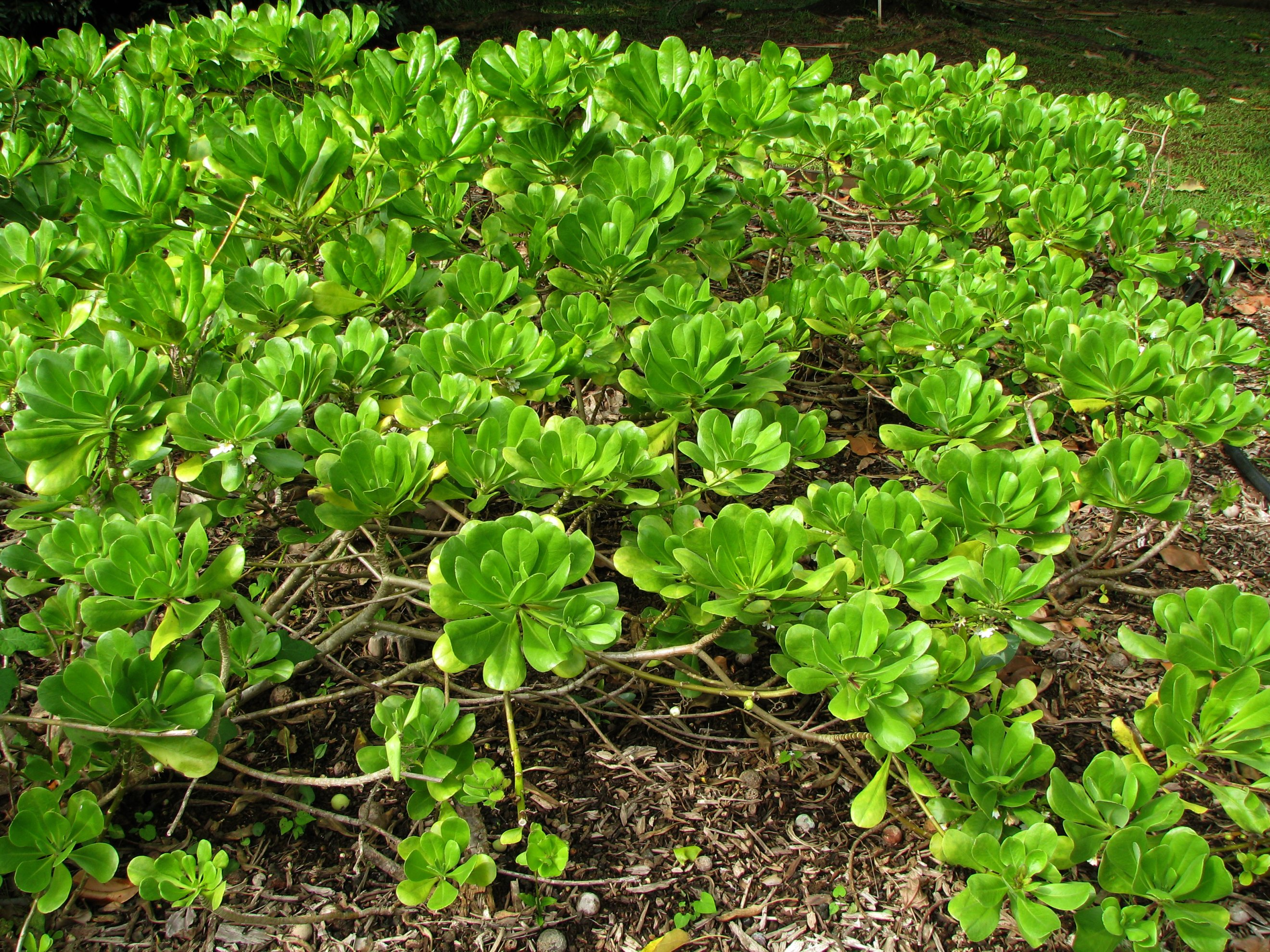
Scaevola taccada.
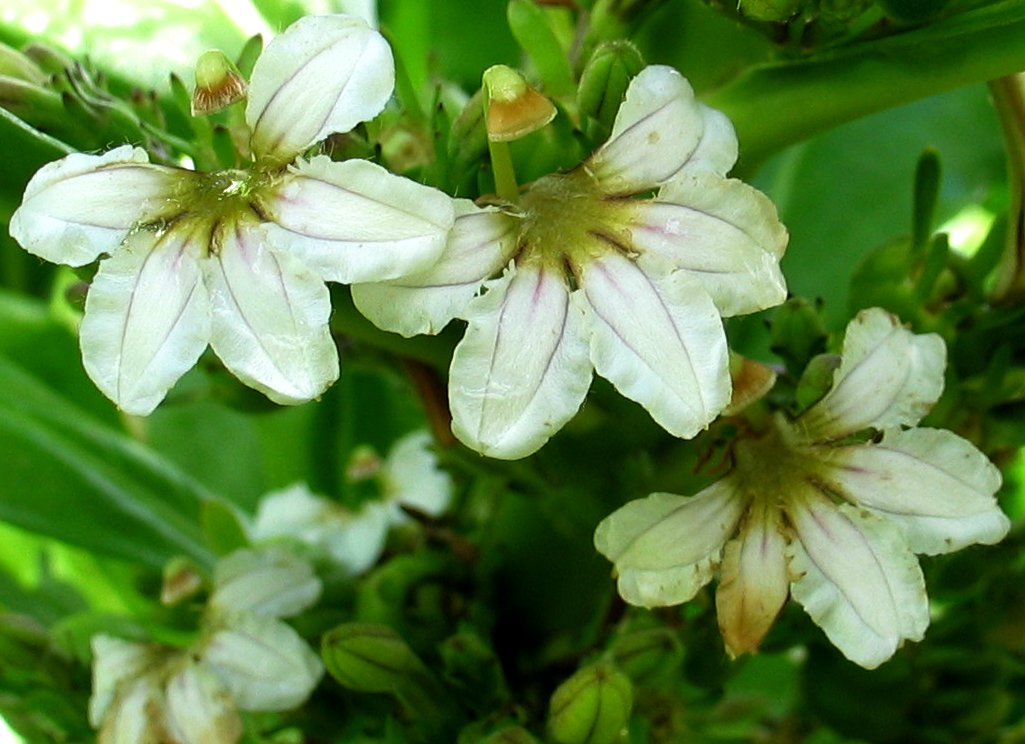
Scaevola taccada en floración.
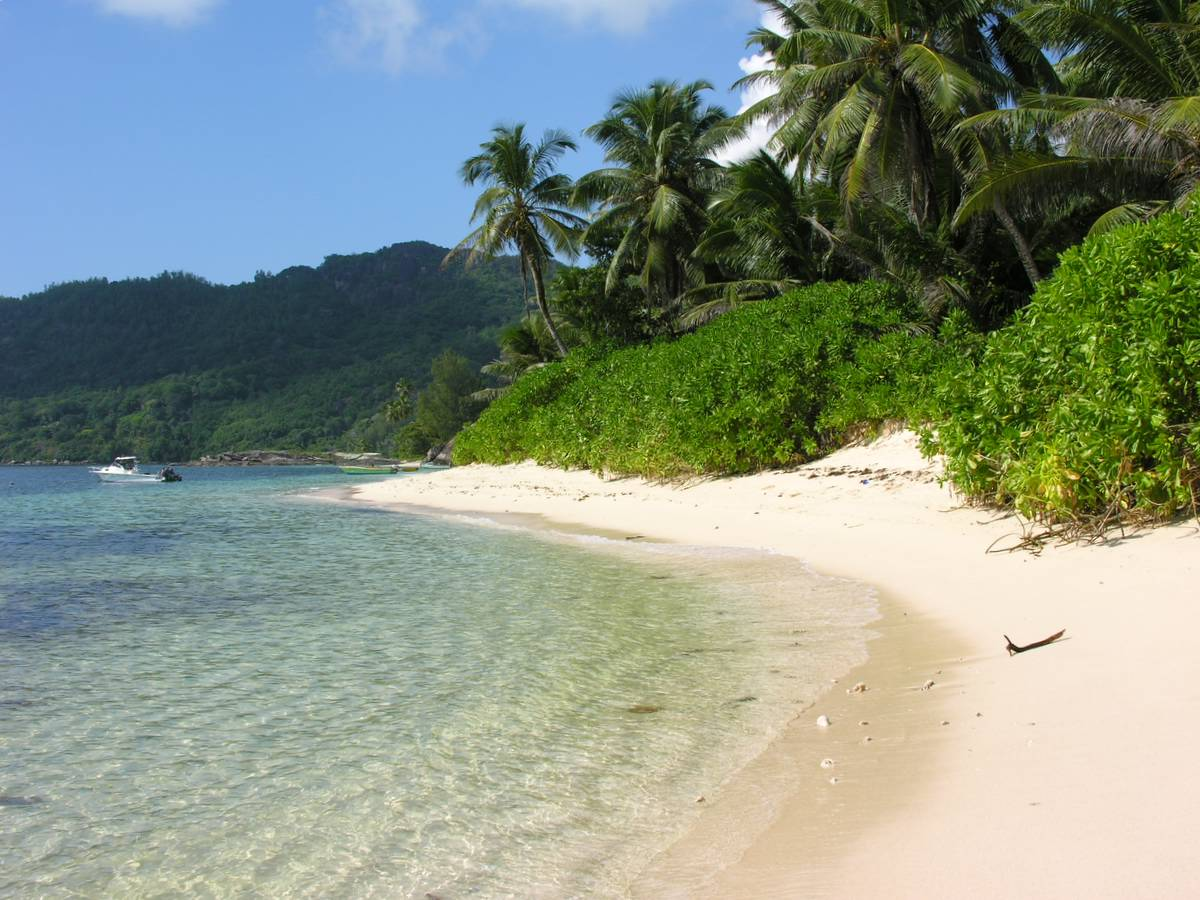
Scaevola taccada en las costas de Seychelles.